# Lemniscomys zebra
Lemniscomys zebra és una espècie de mamífer rosegador de la família dels múrids. Viu a altituds d'entre 0 i 1.220 msnm a Benín, Burkina Faso, Costa d'Ivori, Gàmbia, Ghana, Guinea, Guinea Bissau, Kenya, Mali, el Níger, Nigèria, la República Democràtica del Congo, el Senegal, el Sudan, el Sudan del Sud, Tanzània, Togo, el Txad i Uganda. Els seus hàbitats naturals són els boscos i les sabanes amb herba. És una espècie en risc mínim, és a dir, no sembla que hi hagi cap amenaça significativa per a la seva supervivència. El seu nom específic, zebra, significa ‘ratllat’ en llatí.